# Parti communiste d'Allemagne (1990)
Pour les articles homonymes, voir Parti communiste, KPD et Parti communiste en Allemagne.
Le Parti communiste d'Allemagne  (en allemand : Kommunistische Partei Deutschlands, abrégé en KPD) est un parti politique allemand. Fondé à Berlin en 1990, il revendique le nom et l'héritage politique du KPD historique, demeurant toutefois un petit groupe politique.
Il n'est pas représenté au parlement au niveau national ou régional, mais a exercé un mandat au niveau municipal de 2004 à 2014.

## Histoire
Ce parti communiste est fondé en décembre 1989 - janvier 1990 par d'anciens membres du Parti socialiste unifié d'Allemagne (SED) qui étaient en désaccord avec l'orientation suivie par le SED lors de sa transformation en Parti du socialisme démocratique (PDS). Il prend le nom de Parti communiste d'Allemagne (KPD), entendant être le successeur de cette formation fondée en 1918 et qui avait fusionné avec le SPD pour former le SED en 1946 dans la zone d'occupation soviétique et à Berlin.
Lors des élections législatives de mars 1990, ce nouveau KPD ne réussit pas à entrer à la Chambre du peuple en réalisant un score de 0,08 % des voix.
Dans les zones occidentales et en Allemagne de l'Ouest, le KPD existe jusqu'à son interdiction en août 1956. Il se présente sous le nom de KPD aux élections fédérales de novembre 1990.
Depuis avril 2006, le secrétaire général du parti est Dieter Rolle.
Avant les élections du Bundestag de 2005, il a appelé, sans succès, à l'union avec le Parti communiste allemand et Die Linke. Cette tentative d'union a provoqué un schisme au sein des rangs du parti et à la formation, par certains membres, du Parti communiste allemand (bolchevik). Ce dernier s'est néanmoins rapidement dissous dès 2011.

## Positionnement politique
Le parti est contre l'union monétaire de la RDA avec la République fédérale d'Allemagne et se réfère aux idées politiques de Rosa Luxemburg et de Karl Liebknecht.
Il est en accord avec le socialisme tel qu'il était pratiqué en RDA et dans les autres anciennes démocraties populaires d'Europe et fait référence à l'Union soviétique sous Joseph Staline et Léonid Brejnev ainsi qu'à la RDA de l'époque de Walter Ulbricht et Erich Honecker. Il adopte une orientation marxiste-léniniste après son XXe congrès en 1999 en décidant de se transformer en un parti bolchevique. Il porte une appréciation positive sur la politique menée en Corée du Nord sous Kim Il-sung.

## Classement
La Protection constitutionnelle du Brandebourg classe ce parti à l'extrême gauche. En outre, ses positions concernant Staline et la Corée du Nord l'isolent de la majorité des autres partis de gauche allemands, socialistes et communistes.

## Résultats électoraux
| Élection                      | Année | Votes (pourcentage)                | Sièges |
| ----------------------------- | ----- | ---------------------------------- | ------ |
| Volkskammer                   | 1990  | 8 819 (0,1 %)                      | 0      |
| Bundestag                     | 2002  | 1 624 (0,0 %)                      | 0      |
| Élections municipales à Zeitz | 2004  | ?? (1,9 %)                         | 1      |
| Landtag de Thuringe           | 2004  | 1 842 (0,2 %)                      | 0      |
| Landtag de Saxe-Anhalt        | 2006  | 957 (0,1 %) (en union avec le DKP) | 0      |
| Élections municipales à Zeitz | 2009  | ?? (1,7 %)                         | 1      |
| Landtag de Saxe-Anhalt        | 2011  | 1 653 (0,2 %)                      | 0      |

## Adhérents célèbres
L'ancien dirigeant est-allemand Erich Honecker, exclu de l'ancien SED devenu le PDS, a adhéré au KPD lors de la formation de celui-ci. Son épouse Margot Honecker en est membre d'honneur. Irma Gabel-Thälmann quitte le PDS en 1990 et rejoint le KPD par déception face à la réévaluation du rôle de son père, Ernst Thälmann, dans l'histoire ouvrière allemande.